# Abbaye Notre-Dame de Rosières
Pour les articles homonymes, voir Abbaye Notre-Dame.
L'abbaye Notre-Dame de Rosières était une abbaye cistercienne située à La Ferté dans le Jura. Construite par Gaucher III, seigneur de Salins et richement dotée par les comtes de Bourgogne (dont des "bouillon de sel" tirés de salines proche) elle devait subir des conflits importants avec les seigneurs des environs avant de décliner doucement jusqu'à ce que la Révolution ferme ses portes.

## Histoire

### La fondation de Notre-Dame de Rosière
L'abbaye cistercienne Notre-Dame de Rosières, près de Dole, est fondée dans le XIIe siècle. C'est Gaucher III, seigneur de Salins, qui pose la première pierre, en 1132, de cette abbaye fille de celle de Bellevaux. Il réalise ainsi le souhait de son père Humbert III, qui avait promis à l'archevêque Anséric la fondation d'une abbaye à Rosière avant qu'il ne décède à son retour de Palestine en 1133 (il semble qu'il mourut à Lausanne et que son corps fut ramené à l'abbaye pour être inhumé sous le portail) lorsqu'avec d'autres il s'y était rendu pour secourir les Francs. Anséric et Pons, abbé de Bellevaux, font venir quelques religieux de l'abbaye de Morimond sous la direction de Bernard cellérier de la charité. L'abbaye est consacrée en 1223 par Ebrard, archevêque de Besançon. En 1200 est fondée l'abbaye Saint-Thomas des Bourguignons à Torcello, Lombardie vénitienne, qui était une abbaye fille de Notre-Dame de Rosière.
Dès sa création cette abbaye est dotée par les sires de Salins, dont Gaucher IV, le dernier de cette famille, et Guillaume, son frère, qui pourvoiront celle de Balerne également avant 1190,. Ils lui donnent par la suite un domaine nommée la grange de Charnais situé dans le Val-d'Héri (aujourd'hui Pont-d'Héry), le libre usage des forêts et des pâturages dans toute la seigneurie de Salins, le privilège de n'être astreinte à aucune corvée, à aucune fourniture de bêtes de somme ou d'instruments aratoires. À leur suite les seigneurs du voisinage font de même, tels Renaud III de Bourgogne, les sires de Vadans, Simon de Neublans, Guillaume de Thoire, Bernard de Tramelay, les seigneurs d'Aresches, Humbert d'Arlay, Guillaume et Guy de Liesle, Androuin de Vaux …

### Prospérité et grandeur
Aux XIIe siècle et XIIIe siècle Rosières prend une grande importance. Sa prospérité est due aux donations importantes que lui font les comtes de Bourgogne qui en avaient le droit de garde et des papes qui lui accordent leur protection (tels Eugène III, Alexandre III, Innocent III, Jean XXII, Nicolas V et Clément VI) ; en 1203 le pape Innocent III adresse à l'archevêque de Besançon une bulle par laquelle il interdit de traduire devant les tribunaux séculiers les religieux de Rosières et de leur faire subir l'épreuve des aveux que ce soit par l'eau froide, le fer chaud ou le duel. Elle est exempte de toute juridiction ecclésiastique, de toute dîmes et ne peut être visitée que par des supérieurs de l'ordre. L'abbé a la haute, moyenne et basse justice qu'il fait exercer par des officiers résidant à la Tournelle, il a aussi le droit de nommer des messiers et des forestiers pour assurer la garde des biens du monastère. Enfin il siège aux places d'honneur aux assemblées des états, en 1338 Guillaume de Poligny, abbé de Rosières, est député à la cour d'Espagne comme représentant des trois états.
Les principaux domaines de l'abbaye étaient : la terre de Bruleux, les droits d'usage sur les terres de Vaudrey, Vadans, Salins, Tramelay, Binans ; les granges de Rosières, de Mathenay, de Charnay, de Vescles ; des iles de la Tournelle, d'Oiselaine, de Brainans et de Tilleray à cela s'ajoutait des moulins et des fours à La Ferté, des maisons à Arbois, Bly, Groson, Poligny, Salins et Dole… ainsi que des rentes sur les salines de Salins-les-Bains et celle de Grozon. M. Rousset dans le "Dictionnaire historique des communes du Jura" décrit ainsi l'abbaye de Rosière : "l'église, de style ogival et composée de trois nefs, était remarquablement belle. On y voyait un grand nombre de chapelles fondées par les seigneurs qui avaient voulu être inhumés dans cette église, et plusieurs mausolées, tombeaux ou pierres tumulaires, entre autres, d'Humbert III, sire de Salins, fondateur de l'abbaye, de Marguerite de Vergy et de Jeanne de Lannoy, dames de Vadans; de Gui de Salins, chambellan du duc de Bourgogne, et d'Etiennette du Pasquier, son épouse".

## Dimes, granges et terriers

### La grange de Brenans
La grange de Brenans, un des plus beaux domaines de Rosières, lui a été donnée en fondation par Hugues de Thoire, sire de Vaudrey. La donation est confirmée par son fils Guillaume en 1137, par Renaud de Montbarrey en 1183, par Hugues et Humbert sires de Belmont en 1189, par Aymon de Liesle en 1231 et par Isabelle, veuve de Hugues de Charency et ses fils en l266. Les fermiers de cette grange pouvaient mener paître leur bétail et couper du bois dans les forêts du sire de Clairvans comme le reconnait Philippe de Vienne, seigneur du lieu le 2 avril 1487

### Les Salins
Les salines de Salins-les-Bains se partageaient entre la grande et la petite saline. Cette dernière, nommée aussi "puits à muire", était la propriété de plusieurs particuliers alors que la grande saline, qui comportait deux manufactures, était la propriété du comte de Bourgogne en presque totalité. C'est dans l'une d'elles que le "lavodium" (réservoir), construit en bois, et qui était très vétuste fut rénové en 1196 par l'abbé de Rosière qui le fit reconstruire en pierres. En reconnaissance, Gaucher IV, sire de Salins, lui fit la donation perpétuelle d'une quantité de "muire" égale "à celle qu'en emportait la moitié d'un meix". Ce don (d'une quantité de trois "bouillon de sel") était à prendre pour une part à Pâques, une à la Pentecôte et la dernière à Noël. Cette concession fut approuvée par la mère de Gaucher et par son frère le comte de Mâcon Guillaume IV ; c'est l'origine de ce qui sera appelé par la suite dans tous les actes "la chauderette de Rosières" ou "sel de Rosières" (par opposition à la "muire" fabriquée par l'autre atelier) et qui était destinée à cette province ; le pain de sel qui y était formé devait peser trois livres. En 1170 déjà le comte de Bourgogne Étienne II avait donné huit charges de sel aux religieux ainsi qu'un serf de Lons-le-Saunier nommé Guichard avec ses enfants et ses biens. En 1249 l'abbaye avait aliéné le local et la chaudière qu'il contenait à Jean Ier de Chalon, comte de Chalon.

## Un voisinage tumultueux
Les XIVe siècle et XVe siècle vont être difficile pour l'abbaye, outre les nombreuses contestations avec les seigneurs voisins mais aussi les guerres et les épidémies qui dévastèrent la région (guerre de Cent Ans, peste noire, les grandes compagnies…), il y a les révoltes des serfs qui refusent souvent de payer les dîmes et les redevances mais aussi les longs procès que les religieux doivent soutenir pour défendre leurs droits. Déjà en 1145 Eugène III prend l'abbaye sous sa protection pour soustraire ses biens des jalousies de ses voisins et il menace d'anathème tous ceux qui enfreindraient ses privilèges et l'envahiraient. Loin d'être effrayés par cette mise en garde, Robert et Garnier de Vadans refusent de ratifier les donations faites par leur père, Humbert, lors de la fondation de l'abbaye ; il faut l'intervention de Bernard de Bellevaux pour trouver un compromis. Quelque temps plus tard, en 1180 c'est Aimon de Vaudrey qui conteste les droits des religieux dans ses terres en prétendant qu'ils étaient périmés, malgré la confirmation de ce droit aux moines par l'archevêque de Besançon et sa confirmation par le pape, Aimon arme ses gens et vient dévaster et incendier les biens du monastère pendant que ses fils Hugues et Gui pillent l'abbaye et font prisonnier l'abbé Gui I et le retiennent prisonnier dans leur château. Face à l'horreur de ce crime l'archevêque Thierry II de Montfaucon somme Aimon et ses fils de comparaître devant la cour épiscopale ; devant leur refus il les excommunie et lance l'interdit sur leur terre ce qui n'a comme résultat que de pousser Aimon à persécuter encore plus les moines. Bien des années plus tard des contestations existnt encore avec les seigneurs de Vadans ; en 1443 jusqu'en 1477 Hugues III Quanteal, abbé de Rosières, supporte d'interminables procès au sujet des dîmes de Vadans, les droits sur la grange des Tournelles et le devoir de retrait au château pour y faire le guet en temps de guerre et la contribution "aux menus emparements et artillerie dudit château et fournir 4 chevaux et un chariot avec un valet pour suivre la bannière de Vadans quand elle va aux champs" de la part des moines ce que ceux-ci contestent. Au XVIe siècle le monastère est sur le déclin avec l'introduction du régime commendataire, les moines très souvent absents ne s'occupent que de toucher leurs revenus, si bien que les bâtiments sont dans un triste état et le nombre de moines fortement réduit lorsque la Révolution éclate. À cette occasion les archives de l'abbaye sont transportées à Lons-le-Saunier.

## Liste des abbés de Rosières
- Bernard I en 1132 jusqu'à 1135, nommé par Humbert, archevêque de Besançon. Ses trois successeurs immédiats vivaient du temps du même prélat[10],[3].
- Ascelin ou Ancelin en 1135 et 1137.
- Chréthien en 1137 et 1143.
- Humbert I en 1145 et 1156.
- Etienne I en 1159 et 1160.
- Jean I de 1162 à 1167.
- Bernard II de 1168 à 1180.
- Gautier ou Gui I en 1180 et 1187.
- Ulric II en 1188 et 1190.
- Gui II en 1192.
- Guillaume I de 1193 à 1198.
- Guillaume II en 1200 et 1219.
- Durand I en 1229.
- A. en 1231.
- Simon I en 1232 et 1236.
- Humbert I en 1248 et 1257.
- Durand II en 1259.
- Simon II de 1261 à 1269.
- Aubry de 1269 à 1275.
- Humbert en 1277 et 1278.
- Besançon en 1279 et 1282.
- Etienne II en 1299 et 1306.
- Barthelemi en 1307.
- Pierre I en 1328.
- Nicolas de 1330 à 1350.
- Hugues I De Salins en 1351.
- Etienne III De Saint-Germain en 1352 et 1358.
- Etienne IV De Vadans en 1379.
- Etienne V De Beauregard, de Alto Monte (d'Aumont-sur-Vaudrey), en 1380 et 1415.
- Simon III de Vadans de 1416 à 1429.
- Jean III de Galardon de 1430 à 1443.
- Hugues III Quanteal De Salins de 1443 à 1477.
- Jean II Quanteal De Salins, résignataire du précédent en 1477 et 1484.
- Jean V Droz De Salins de 1485 et 1509.
- Claude I de Nantoz, de Lovineo, mort le 10 juin 1515.
- Jean IV de Maizière, était Abbé de la Grâce-Dieu, lorsqu'il fut élu et confirmé abbé de Rosières par le pape. Il eut pour compétiteur Pierre de La Baume, abbé commendataire de Saint-Claude, protonotaire apostolique, conseiller d'État et maître des requêtes de la princesse Marguerite et Louis de Rye, jeune Clerc âgé de quatorze ans, prétendit aussi avoir des droits. Jean mourut en 1547.
- Marc Cussemenet, aussi Abbé de Bellevaux de 1547 à 1549.
- Guillaume II de Poligny, de Poligniaco, de 1551 à 1569.
- Claude II de Marmier, aussi Prieur de Montreuil en 1576.
- Jean-Philibert Charenton de Chassey, abbé du Mont-Sainte-Marie, de 1581 à 1619.
- Baudouin Moreau, nommé le 25 mars 1619.
- Michel de Ruty, mourut en 1622.
- Antoine François du Mouchet de Battefort de Laubespin en 1623.
- Pierre François de Besançon de 1649 à 1668.
- Eugène-Ernest de Bette, de 1691 à 1692, Fils de Guillaume de Bette, premier Marquis de Lede. Jean-François Bette, 3e Marquis de Lede fut son oncle et Françoise de Bette sa cousine[11].
- Pierre III de La Chaise-Beaupoirier de 1692 à 1718.
- Claude François Bersot de 1718 à 1776.
- François I Gabriel Eléonore de Jouffroy d'Abbans, de 1776 à 1777.
- François II Marie Desmarets de Maillebois, de 1777 à 1778.
- François III Marie Joachim de Grimaldi, de 1778 à 1790.

## Sources